# 阿尔贝运河
阿尔贝运河（荷蘭語：Albertkanaal，發音：[ˈɑl.bərt.kaːˌnaːl]，發音：[kanal albɛʁ]；又译阿尔贝特运河）是比利时东北部的运河，全长129.5千米，以比利时国王阿尔贝一世命名。阿尔贝运河连接安特卫普和列日以及默兹河和斯海尔德河。